# Белоусовка (Середино-Будский район)
Белоусовка (укр. Білоусівка) — село,
Стягайловский сельский совет,
Середино-Будский район,
Сумская область,
Украина.
Код КОАТУУ — 5924486702. Население по данным 1988 года составляло 50 человек.
Село ликвидировано в 2000 году.

## Географическое положение
Село Белоусовка находится на левом берегу реки Уличка,
выше по течению на расстоянии в 4,5 км расположено село Василевка,
ниже по течению на расстоянии в 3,5 км расположено село Улица.
На расстоянии в 2,5 км расположено село Стягайловка.

## История
- 2000 — село ликвидировано[2].